# Over the Horizon

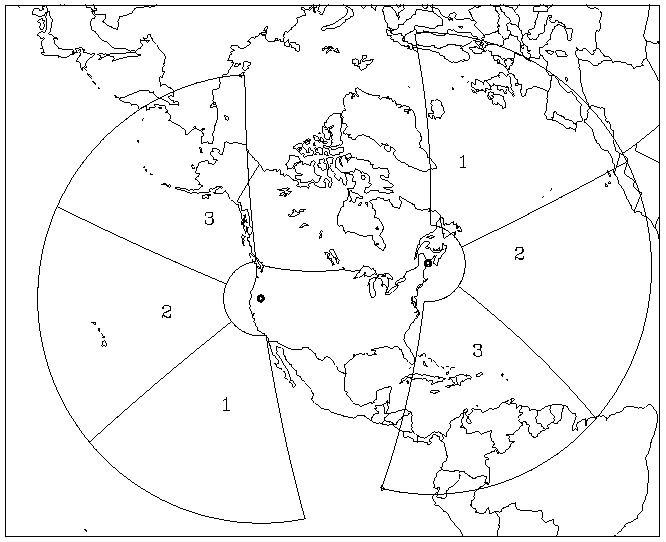
Copertura dei radar OTH-B posti nel Maine e Oregon

Il termine Over the Horizon (al di là dell'orizzonte, acronimo OTH) indica la capacità presentata da alcune onde elettromagnetiche di superare la curvatura della Terra grazie a un effetto di guida d'onda.
Tale caratteristica è legata essenzialmente alla frequenza  dell'onda elettromagnetica e alla sua interazione con gli strati superiori dell'atmosfera terrestre, in particolare con la stratosfera  che per alcune frequenze agisce come uno specchio, riflettendole di nuovo verso la superficie terrestre al di là della linea dell'orizzonte. Il fenomeno si verifica su una determinata gamma di frequenze radio e nel campo delle microonde.
Il fenomeno è completamente descritto e previsto dalle leggi fisiche sulla propagazione delle onde elettromagnetiche e dalla fisica dei fenomeni d'onda, in particolare quella relativa alla riflessione legata alle variazioni delle caratteristiche del mezzo
La dimostrazione pratica della validità della teoria fisica, applicata alle onde elettromagnetiche, avvenne con l'esperimento di Guglielmo Marconi che il 12 dicembre 1901 riuscì a trasmettere via radio attraverso l'Oceano Atlantico il codice Morse relativo alla lettera "S".
In termini di applicazioni pratiche, questo fenomeno è alla base delle trasmissioni radio in onde corte che consentono di inviare e ricevere segnali su distanze lunghissime e dei sistemi radar a larghissimo raggio di copertura.

## Italia
Il Laboratorio Nazionale RaSS del CNIT e l'MRL sono impegnati, dal 2006, nel progetto LOTHAR-FATT riguardante lo studio di fattibilità di un radar ad onda ionosferica per la sorveglianza del Mediterraneo. "In particolare l'MRL, con la collaborazione del Dipartimento di Elettronica e di Telecomunicazioni (DET) dell'Università di Firenze, si è occupato della progettazione del sistema d'antenna trasmittente e ricevente sia a livello di array che di singolo elemento radiante.
Il radar LOTHAR sfrutta il fenomeno fisico della riflessione di un'onda elettromagnetica sulla ionosfera per rivelare bersagli mobili oltre l'orizzonte ottico.
Il segnale emesso dall'antenna trasmittente TX viene riflesso dagli strati della ionosfera illuminando una certa area oltre l'orizzonte ottico. Un eventuale bersaglio dentro tale aerea riflette parte dell'energia elettromagnetica che arriverà all'antenna ricevente RX sempre per riflessione ionosferica.
Le principali caratteristiche tecniche del sistema d'antenna sono:
- Banda operativa: 7 MHz ÷ 30 MHz;
- Scansione del fascio d'antenna: 5° ÷ 55° in elevazione e -90° ÷ +90° in azimut;
- Risoluzione: 1° a centro banda.

Tali caratteristiche sono state ottenute attraverso la progettazione di antenne ad array di tipo circolare costituiti da elementi a larga banda in trasmissione e da antenne attive in ricezione.
Attualmente è in fase di svolgimento una campagna di misura sulle singole antenne trasmittenti e riceventi.

## Curiosità
La suoneria standard degli smartphone Samsung a partire dal Samsung Galaxy S2 si intitola Over the horizon ed è stata riproposta in numerose versioni.